# Gluino
Indenfor for supersymmetri er en gluino (g͂), den hypotetiske symmetriske partner til en gluon. Partiklen er endnu ikke eksperimentelt påvist.
Glunio har egenskaberne lepton 0, baryon 0, og et spin på 1/2.